# Václav z Michalovic (poemat)
Václav z Michalovic – poemat epicki dziewiętnastowiecznego czeskiego poety Svatopluka Čecha, napisany w 1880 i opublikowany w 1882. Utwór jest napisany dziesięciozgłoskowcem. Opowiada o czasach po bitwie pod Białą Górą. Józef Magnuszewski podkreśla, że w warstwie fabularnej poemat jest wzorowany na Konradzie Wallenrodzie.

Plna vůně, ševelu a třpytu
jídelna dnes otců jesuitů.
Se stěn vlaje rudých látek vlna
oblačné jak spousty, jitrem vzňaté,
a v ní slunka hrají nesčíslná —
znaky řádu v aureole zlaté.
Podlaha, jež kostky mramorové
v mosaiku dvojbarvou si skládá,
září leskem šachovnice nové;
na ni oken světlý obrys padá,
v němž tu tam obláček pestrý plove —
stínů hra, již malba skel tam spřádá.